# ساعة العد التنازلي في ساحة فلسطين
ساعة العد التنازلي في ساحة فلسطين (الفارسية: ساعت شمار میدان فلسطین) هي ساعة رقمية تقع في ساحة فلسطين في طهران. الساعة تحسب الأيام المفترضة لتدمير دولة إسرائيل المتوقع. تم الكشف عنه في يوم القدس في يونيو 2017.

## التاريخ والتركيب
في يونيو/حزيران 2017، وبالتزامن مع مسيرات يوم القدس السنوية، كشفت إيران عن ساعة رقمية كبيرة في ساحة فلسطين. تم برمجة الساعة للعد التنازلي من 8411 يومًا، وهو ما يتوافق مع تصريح المرشد الأعلى آية الله علي خامنئي في عام 2015، والذي توقع أن "إسرائيل لن تكون موجودة في غضون 25 عامًا". وزعم في تصريحه أنه لن يتبقى شيء من الدولة اليهودية بحلول عام 2040. وجاء هذا التصريح في أعقاب الاتفاق النووي الذي تم التوصل إليه في سبتمبر/أيلول 2015 والذي كان من المقرر أن يكتمل خلال 25 عاما. وتوقع أن إسرائيل لن تستغرق وقتاً طويلاً حتى تتوقف عن الوجود. ويهتف المتظاهرون في الساحة سنويًا "الموت لإسرائيل". كان هذا التثبيت جزءًا من مظاهرة أوسع نطاقًا شارك فيها أكثر من مليون مشارك، حيث ظهرت الشعارات والصور المعادية لإسرائيل بشكل بارز.
تم قصف الساعة بغارات جوية إسرائيلية في 23 يونيو 2025 أثناء الحرب الإيرانية الإسرائيلية ، حيث نشرت وكالة مهر شبه الرسمية للأنباء مقطع فيديو قصيرًا على وسائل التواصل الاجتماعي يُظهر أنها لا تزال تحسب الأيام حتى سبتمبر 2040، حيث يتبقى لإسرائيل 5569 يومًا (التاريخ المتوقع 21 سبتمبر 2040). لم يتم التحقق من الفيديو بشكل مستقل.

## التصميم والميزات
الساعة عبارة عن لوحة إعلانات إلكترونية كبيرة تعرض الرسالة التالية: "بقي [X] أيام فقط على تدمير إسرائيل" باللغات الفارسية والإنجليزية والعربية، ويمكن رؤيتها من أي مكان في الساحة. على الرغم من وجود العديد من الأعطال التي أدت إلى توقف العد التنازلي، إلا أنه يظل رمزًا مهمًا.

## الرمزية والسياق السياسي
ترمز ساعة العد التنازلي في ساحة فلسطين إلى إيمان جمهورية إيران الإسلامية بأن معارضة الصهيونية يمكن أن تؤدي إلى نهاية الدولة الإسرائيلية، وهي السياسة التي انتهجها الزعماء السياسيون والدينيون في البلاد منذ الثورة الإسلامية عام 1979. لقد تعرضت الساعة لانتقادات عالمية، وينظر إليها الكثيرون على أنها رمز للعداء الوجودي تجاه إسرائيل.

## الاستقبال العام والنقد
وقد أثار هذا التثبيت ردود فعل متباينة على الصعيدين المحلي والدولي. وفي حين احتفلت بها الفصائل المتشددة داخل إيران باعتبارها بيانا جريئا بالتحدي، فقد أثارت أيضا انتقادات لتحريضها على الكراهية وإذكاء التوترات الإقليمية. ويشير المراقبون إلى أن مثل هذه العروض تساهم في استمرار دورة العداء في الشرق الأوسط .